# ギリェルミ・ソアレス・ゲデス・ジ・フレイタス
ギリェルミ・ソアレス・ゲデス・ジ・フレイタス（Guilherme Soares Guedes de Freitas、1991年7月24日 - ）は、ブラジル出身のサッカー選手。ポジションはFW。

## 来歴
2017年、ソロモン諸島のマリストFCに加入。OFCチャンピオンズリーグでは3試合で5ゴール、シーズン序盤のリーグ戦では6試合で4ゴールを挙げるなど順調なスタートを切った。ところが、ビザに不備があったとしてチームメイト2人と共に警察に拘束された。最終的にクラブとの契約を解除しブラジルに帰国した。
2018年3月、関東サッカーリーグ2部のtonan前橋に加入。
2019年8月7日、SC相模原に移籍。2020年1月、契約満了により退団。
2022年11月28日、エスペランサSCを契約満了に伴い退団。

## 個人成績
| 国内大会個人成績 | 国内大会個人成績 | 国内大会個人成績 | 国内大会個人成績 | 国内大会個人成績 | 国内大会個人成績 | 国内大会個人成績 | 国内大会個人成績 | 国内大会個人成績 | 国内大会個人成績 | 国内大会個人成績 | 国内大会個人成績 |
| 年度             | クラブ           | 背番号           | リーグ           | リーグ戦         | リーグ戦         | リーグ杯         | リーグ杯         | オープン杯       | オープン杯       | 期間通算         | 期間通算         |
| 年度             | クラブ           | 背番号           | リーグ           | 出場             | 得点             | 出場             | 得点             | 出場             | 得点             | 出場             | 得点             |
| 日本             | 日本             | 日本             | 日本             | リーグ戦         | リーグ戦         | リーグ杯         | リーグ杯         | 天皇杯           | 天皇杯           | 期間通算         | 期間通算         |
| ---------------- | ---------------- | ---------------- | ---------------- | ---------------- | ---------------- | ---------------- | ---------------- | ---------------- | ---------------- | ---------------- | ---------------- |
| 2019             | 相模原           | 2                | J3               | 6                | 0                | -                | -                |                  |                  |                  |                  |
| 通算             | 日本             | 日本             | J3               | 6                | 0                | -                | -                |                  |                  |                  |                  |
| 総通算           | 総通算           | 総通算           | 総通算           | 6                | 0                | 0                | 0                |                  |                  |                  |                  |